# Roger Evans
Roger Evans, britanski general, * 1886, † 1968.